# Curt Hawkins
Brian Myers (20 d'abril de 1985 -), més conegut com a Curt Hawkins, és un lluitador professional nord-americà, que treballa a la marca de SmackDown! de l'empresa World Wrestling Entertainment (WWE). Hawkins, forma tag amb Zack Ryder i junts es fan conèixer com els Major Brothers.